# 亚尔马·彼得·约翰森
亚尔马·彼得·约翰森（丹麥語：Hjalmar Peter Johansen，1892年11月1日—1979年12月9日），生于哥本哈根，丹麦男子竞技体操运动员。他曾代表丹麦获得1912年夏季奥运会体操比赛男子团体自由式铜牌。